# Jojje Olsson
Jojje Olsson, född 1983, är en svensk journalist, fotograf och författare. Olsson är sedan 2016 bosatt i Taiwan efter att från 2007 varit bosatt i Peking i Kina, Japan och Hongkong. Han har skrivit hundratals artiklar för svenska tidningar, främst Expressen och Affärsvärlden, och har gett ut sex böcker om Kina och Taiwan samt driver Kinamedia, en blogg som även innefattar Kinamedia nyhetsbrev samt podden Kinamedia: Nya kalla kriget. Olsson talar flytande kinesiska och tog 2010 magisterexamen i journalistik vid University of Hong Kong. Hans journalistik är koncentrerad på Nordostasien med huvudfokus på Kina och Taiwan, men även Japan. Kinas relation med EU och väst är ett återkommande tema i hans rapportering, och han har även skrivit flera rapporter för tankesmedjor som Frivärld och EPHI.
Olsson blev omskriven 2014 efter att ha missat chansen att bli Kina-korrespondent på Dagens industri efter ett practical joke där en vän utgav sig för att vara Olsson vid ett möte med tidningens dåvarande korrespondent i Kina.
Under sommaren 2016 i samband med lanseringen av Olssons tredje bok blev Olsson nekad förnyat visum till Kina. Möjligen berodde detta på att han skrivit kritiskt om landets myndigheter, och uppmärksammat de två av Kina kidnappade svenskarna Gui Minhai och Peter Dahlin. Han jobbade också sex år i landet utan giltigt journalistvisum.
Olsson utsågs 2021 till årets frilansjournalist av Svenska journalistförbundet. I motiveringen stod att han ”vågar granska ett av världens mäktigaste länder och har stått emot deras bannlysning och hot.”. Han tilldelades även under konventet Folk och Kultur i februari 2022 Eskilstuna-Kurirens nyinstiftade Selanderpris på 100 000 kronor.